# Килимова акула плямиста
Килимова акула плямиста (Orectolobus maculatus) — акула з роду Килимова акула родини Килимові акули. Інша назва «плямистий воббегонг».

## Опис
Є найбільшою з килимових акул. Загальна довжина сягає 3-3,6 м. Середня довжина становить 1-1,5 м. Голова й тулуб великі, статура міцна. Має декілька виростів по краях голови. Ці вирости надають акулі вельми кумедний вигляд. Широкий рот з маленькими зубами в кілька вершин. П'ять зябрових щілин розташовано у передній частині основи грудних плавців. Грудні та спинні плавці широкі. Спинні та анальний плавець знаходяться ближче до хвостового.
Тіло забарвлено у світло-коричневий та зеленуватий колір, вкрито плямами з білою облямівкою.

## Спосіб життя
Зустрічається на глибині до 110 м. Полюбляє прибережні зони та мілину. Воліє коралові і скелясті місцини. «Кудлата» зовнішність дозволяє акулі легко маскуватися серед піщаного дна і коралів. Незважаючи на гадану повільність вдень, вночі, під час полювання, ця хижачка дуже активна. Вдень ховається у печерах або серед скель. Молоді акули заходять до гирла річок. Живиться донними мешканцями, рибою, скатами, безхребетними (раками), кальмарами, восьминогами. Атакує здобич із засідки.
Статева зрілість настає при розмірі 60-120 см. Це яйцеживородна акула. Самиця народжує від 20 до 37 акуленят завдовжки 20 см.

## Розповсюдження
Мешкає біля південного та західного узбережжя Австралії.